# Svédország az 1932. évi téli olimpiai játékokon
Svédország az egyesült államokbeli Lake Placidben megrendezett 1932. évi téli olimpiai játékok egyik részt vevő nemzete volt. Az országot az olimpián 5 sportágban 12 sportoló képviselte, akik összesen 3 érmet szereztek.

## Érmesek
| Érem  | Versenyző        | Sportág     | Versenyszám  |
| ----- | ---------------- | ----------- | ------------ |
| Arany | Sven Utterström  | Sífutás     | Férfi 18 km  |
| Ezüst | Axel Wikström    | Sífutás     | Férfi 18 km  |
| Ezüst | Gillis Grafström | Műkorcsolya | Férfi egyéni |

## Északi összetett
| Versenyző     | Sífutás | Sífutás | Sífutás | Síugrás  | Síugrás  | Síugrás  | Síugrás  | Síugrás | Síugrás | Összesítés | Összesítés |
| Versenyző     | Sífutás | Sífutás | Sífutás | 1. ugrás | 1. ugrás | 2. ugrás | 2. ugrás | Össz.   | Össz.   | Összesítés | Összesítés |
| Versenyző     | Idő     | Pont    | Hely.   | Távolság | Pont     | Távolság | Pont     | Pont    | Hely.   | Pont       | Helyezés   |
| ------------- | ------- | ------- | ------- | -------- | -------- | -------- | -------- | ------- | ------- | ---------- | ---------- |
| Sven Eriksson | 1:39:32 | 181,5   | 12.     | 57,5     | 109,1    | 61,5     | 111,7    | 220,8   | 3.      | 402,30     | 5.         |
| Holger Schön  | 1:59:07 | 99,0    | 31.     | 53,5     | 101,5    | 52,0     | 100,3    | 201,8   | 8.      | 300,80     | 28.        |

## Gyorskorcsolya
| Versenyző       | Versenyszám | Előfutam       | Előfutam      | Döntő   | Döntő    |
| Versenyző       | Versenyszám | Idő            | Hely.         | Idő     | Helyezés |
| --------------- | ----------- | -------------- | ------------- | ------- | -------- |
| Ingvar Lindberg | 1500 m      | idő nem ismert | 6.            | kiesett | kiesett  |
| Ingvar Lindberg | 5000 m      | idő nem ismert | 9.            | kiesett | kiesett  |
| Ingvar Lindberg | 10 000 m    | nem ért célba  | nem ért célba | kiesett | kiesett  |

## Műkorcsolya
| Versenyző        | Versenyszám  | Kötelező elemek   | Kötelező elemek | Kűr               | Kűr   | Összesítés                     | Összesítés                     | Összesítés                     | Összesítés                     | Összesítés                     | Összesítés                     | Összesítés                     | Összesítés        | Összesítés  | Összesítés | Összesítés |
| Versenyző        | Versenyszám  | Kötelező elemek   | Kötelező elemek | Kűr               | Kűr   | Helyezési pontszámok bírónként | Helyezési pontszámok bírónként | Helyezési pontszámok bírónként | Helyezési pontszámok bírónként | Helyezési pontszámok bírónként | Helyezési pontszámok bírónként | Helyezési pontszámok bírónként | Több. hely. száma | Hely. össz. | Pont       | Helyezés   |
| Versenyző        | Versenyszám  | Több. hely. száma | Hely.           | Több. hely. száma | Hely. | 1                              | 2                              | 3                              | 4                              | 5                              | 6                              | 7                              | Több. hely. száma | Hely. össz. | Pont       | Helyezés   |
| ---------------- | ------------ | ----------------- | --------------- | ----------------- | ----- | ------------------------------ | ------------------------------ | ------------------------------ | ------------------------------ | ------------------------------ | ------------------------------ | ------------------------------ | ----------------- | ----------- | ---------- | ---------- |
| Gillis Grafström | Férfi egyéni | 4×2+              | 2.              | 5×2+              | 2.    | 3,0                            | 1,0                            | 2,0                            | 1,0                            | 2,0                            | 2,0                            | 2,0                            | 6×2+              | 13,0        | 2514,5     |            |
| Vivi-Anne Hultén | Női egyéni   | 7×5+              | 5.              | 5×4+              | 4.    | 5,0                            | 3,0                            | 5,0                            | 2,0                            | 4,0                            | 5,0                            | 5,0                            | 7×5+              | 29,0        | 2129,5     | 5.         |

## Sífutás
| Versenyző       | Versenyszám | Eredmény      | Helyezés      |
| --------------- | ----------- | ------------- | ------------- |
| Sivert Mattsson | 50 km       | nem ért célba | nem ért célba |
| Sivert Mattsson | 18 km       | 1:29:54       | 11.           |
| Nils Svärd      | 18 km       | 1:29:05       | 10.           |
| Axel Wikström   | 18 km       | 1:25:07       |               |
| Sven Utterström | 18 km       | 1:23:07       |               |
| Sven Utterström | 50 km       | 4:33:25       | 6.            |
| Gustaf Jonsson  | 50 km       | 4:49:52       | 9.            |
| John Lindgren   | 50 km       | 4:47:22       | 8.            |

## Síugrás
| Versenyző     | 1. ugrás | 1. ugrás | 1. ugrás | 2. ugrás | 2. ugrás | 2. ugrás | Összesítés | Összesítés |
| Versenyző     | Távolság | Pont     | Hely.    | Távolság | Pont     | Hely.    | Pont       | Helyezés   |
| ------------- | -------- | -------- | -------- | -------- | -------- | -------- | ---------- | ---------- |
| Sven Eriksson | 65,5     | 110,3    | 3.       | 64,0     | 108,6    | 6.*      | 218,9      | 4.         |
| Erik Rylander | 58,0     | 103,1    | 8.       | 58,5     | 102,9    | 13.      | 206,0      | 10.        |
| Holger Schön  | 57,0     | 97,5     | 16.      | 61,5     | 104,3    | 10.      | 201,8      | 11.        |

* - egy másik versenyzővel azonos eredményt ért el